# 慕绥新
慕绥新（1943年10月—2002年3月2日），男，籍贯陕西吴堡，生于绥德，中华人民共和国政治人物，曾任辽宁省人民政府副省长、沈阳市人民政府市长。因犯受贿罪和巨额财产来源不明罪，被辽宁省大连市中级人民法院于2001年10月10日判处死刑，缓期二年执行，剥夺政治权利终身。2002年3月2日因癌症去世。

## 生平
慕绥新出生于陕西省绥德县。父母是中共党员，慕绥新幼年时与父母一同南北转战。9岁时，随家人定居于长春。1970年毕业于清华大学电子工程系电机制造专业。从冶金部三冶总公司的工人干起，至三冶总公司代常委书记。期间，于1978年加入中国共产党。1984年起，任海城县县委副书记、副县长、海城市市长。1987年，任鞍山市市长助理。1988年起，进入辽宁省人民政府任职，历任辽宁省体改委副主任、劳动局副局长、党组副书记。1990年起，任劳动局局长、建设厅厅长、省长助理。1996年，任辽宁省副省长、省委政治委副书记、建设厅厅长。6月，卸任建设厅厅长。12月起，兼任中共沈阳市委副书记。1997年2月，又兼任沈阳市长。8月，任职为中共沈阳市委副书记、市长。

### 落马

#### 背景
在慕绥新落马之前，1999年7月初，中共中央纪委根据中央领导的批示，成立了马向东专案组，开始立案调查时任沈阳市副市长马向东等人的问题。后来又于2000年10月18日成立“10·18”专案组，对马向东的问题再次进行立案调查。
同年12月，在卷入马向东案件的沈阳市市级官员数量不断增加的背景之下，慕绥新以身体健康为由辞去沈阳市市长一职。

#### 过程
2001年3月至7月，根据查处马向东、刘涌等案件过程当中对慕绥新涉嫌违法犯罪的相关问题的初步核实的情况，经中央批准，对慕绥新进行立案调查，并对其采取“双规”措施。

#### 审判
2001年10月10日，慕绥新因犯受贿、巨额财产来源不明罪两项罪名被辽宁省大连市中级人民法院一审判决死刑、缓期两年执行。慕绥新委托自己的辩护律师称其接受判决，且不再上诉。

### 去世
2002年3月2日，慕绥新因罹患癌症病故。

## 身后
案发后，长女慕洋的公婆李琦、罗桂芝夫妇转移了两千万元的赃款，公安部因而对李琦夫妇发出B级通缉令。2002年9月25日，两人在浙江省金华市被警方抓获。

## 影视形象
- 2003年电视剧《大江东去》，李幼斌饰演的贺远鹏现实原型为慕绥新[9]。